# Architects
Architects – brytyjski zespół wykonujący muzykę metalcore. Powstał w 2004 roku w Brighton. W skład grupy wchodzą gitarzysta Josh Middleton, perkusista Dan Searle, wokalista Sam Carter, basista Alex Dean oraz gitarzysta Adam Christianson. Architects wydali dziesięć albumów oraz jedno EP, nagrane wspólnie z Dead Swans.

## Historia
Zespół kilkakrotnie zmieniał nazwę. Działalność rozpoczął jako Inharmonic, lecz wkrótce został przemianowany na Counting the Days. Po kilku latach grupa przyjęła obecną nazwę.
W 2006 roku grupa wydała swój debiutancki album Nightmares w wytwórni In At The Deep End. Po odejściu Matta Johnsona, pierwszego wokalisty, do zespołu dołączył Sam Carter, po raz pierwszy występując na albumie Ruin wydanym w 2007 roku przez wytwórnię United By Fate. W 2009 roku Architects wydali krążek Hollow Crown pod szyldem obecnej wytwórni, Century Media. Na kolejnym wydawnictwie, The Here And Now, które ukazało się w 2011 roku, styl muzyczny zespołu ewoluował w kierunku melodyjnego post-hardcore. Album zyskał przychylne opinie krytyków, jednak został chłodno przyjęty przez fanów grupy. W lutym 2011 Architects ogłosili odejście basisty Alexa Deana z powodu obowiązków rodzinnych. 3 lipca ogłoszono, że Dean ponownie dołączył do zespołu. 4 grudnia Architects wydali nowy singiel zatytułowany „Devil’s Island”. Piosenka znalazła się na nienazwanym wówczas albumie będącym kontynuacją The Here and Now. Singiel został ogłoszony na początku listopada, na miesiąc przed faktyczną premierą.
Piąty album studyjny Architects, Daybreaker, został wydany 28 maja 2012 roku w Europie i 5 czerwca 2012 roku w USA. 16 kwietnia 2012 roku, po całkowitym nagraniu albumu, ogłoszono, że Tim Hillier-Brook opuści zespół, aby zająć się innymi projektami. Josh Middleton, frontman brytyjskiego metalowego zespołu Sylosis, został gitarzystą koncertującym, dopóki zespół nie zdecydował się na nowego, piątego członka. Utwory na Daybreaker poruszają aktualne problemy polityczne i społeczne, co też odróżnia je od poprzednich nagrań zespołu.
Na początku 2013 roku Architects ogłosili, że we wrześniu nagrywają swój szósty pełny album. W połowie kwietnia 2013 roku Architects wypuścili zwiastun swojego filmu dokumentalnego One Hundred Days: The Story of Architects Almost World Tour. Dokument w reżyserii Toma Welsha jest opowieścią o niemal światowej trasie Architects. Zespół zdecydował się na wydanie filmu po opuszczeniu Century Media. Po rozstaniu z wspomnianą wytwórnią, dołączyli do składu Epitaph Records.
Ich szósty album studyjny, Lost Forever // Lost Together został wydany w marcu 2014 roku. W 2014 roku ogłoszono, że wszyscy członkowie zespołu są weganami. 18 lutego 2015 roku Sam Carter ogłosił, że muzyk koncertujący Adam Christianson został pełnoetatowym członkiem Architects.
W czerwcu 2015 roku Tom Searle ogłosił, że zespół rozpoczął nagrywanie wersji demo nowych piosenek. 6 marca 2016  Epitaph Records wydało nową piosenkę Architects „A Match Made in Heaven”. Był to pierwszy singiel z albumu All Our Gods Have Abandoned Us, który ukazał się 27 maja 2015 roku.
20 sierpnia 2016 r. założyciel zespołu i autor tekstów Tom Searle zmarł w wieku 28 lat po trzech latach leczenia czerniaka skóry. Stopień jego stanu nie był wcześniej podawany do wiadomości publicznych, aczkolwiek sam Tom wspomniał o tym w piosence „CANCER” w Lost Forever // Lost Together. Tom Searle został uhonorowany w segmencie „In Memoriam” podczas rozdania nagród BRIT 2017. Brat bliźniak i jednocześnie członek zespołu, Dan Searle, potwierdził w oświadczeniu na oficjalnej stronie zespołu na Facebooku, że zbliżająca się trasa po Australii, a także główna trasa po Wielkiej Brytanii i Europie, nadal będą odbywać się w hołdzie dla jego brata po jego śmierci. Sean Delander z zespołu Thy Art Is Murder zastępował Searle’a podczas australijskiej trasy, a Josh Middleton z Sylosis zastępował go podczas europejskiej trasy.
7 marca 2017 roku Daniel P. Carter opublikował odcinek swojego podcastu Someone Who Isn't Me z Danem Searle, w którym Dan po raz pierwszy opowiedział o śmierci swojego brata Toma i tym, jak radził sobie z chorobą. Podczas wywiadu wyznał także, że wraz z Tomem napisali razem piosenki na nowy album przed jego śmiercią i od tamtego czasu pisze on muzykę na nowy album zespołu. 6 września Architects wydali singiel zatytułowany „Doomsday”. Dan Searle potwierdził, że „Doomsday” to piosenka, której Tom Searle nie był w stanie dokończyć przed śmiercią, a także stanowi ich „sposób pokazania wszystkim, że jest jeszcze przyszłość”. Dzień później Architects ogłosili, że Josh Middleton został pełnoetatowym członkiem zespołu. 12 września 2018 roku zespół ogłosił, że 9 listopada 2018 roku ukaże się kolejny, ósmy już album zespołu, który nazywać się będzie Holy Hell.
20 października 2020 roku zespół wydał pierwszy singiel „Animals” wraz z towarzyszącym mu teledyskiem. Dzień później zespół ujawnił listę utworów, oficjalną grafikę albumu i ogłosił, że ich nowy, dziewiąty album studyjny For These That Wish to Exist ukaże się 26 lutego 2021 roku. 22 października zespół ogłosili, że w celu promowania albumu zagrają 21 listopada specjalny koncert na żywo w Royal Albert Hall w Londynie, który będzie transmitowany na całym świecie za pośrednictwem usługi transmisji strumieniowej Veeps. W listopadzie 2021 roku zespół ogłosił kolejną globalną transmisję na żywo, która zakończy rok ekskluzywnym wykonaniem utworu For These That Wish to Exist na żywo w Abbey Road Studios 11 grudnia za pośrednictwem Veeps.
20 kwietnia 2022 roku zespół wydał nowy singiel „When We Were Young”. 12 lipca Architects ujawnili singiel „Tear Gas” i odpowiadający mu teledysk. Jednocześnie nieoczekiwanie ogłosili wydanie 21 października 2022 roku swojego dziesiątego albumu studyjnego, The Classic Symptomy of a Broken Spirit. 28 maja 2023 roku zespół ogłosił, że gitarzysta prowadzący Josh Middleton odszedł z zespołu.
4 grudnia zespół miał premierę teledysku do nowego singla „Seeing Red”. 10 kwietnia 2024 roku Architects wydali zupełnie nowy singiel „Curse”. Współautorem utworu jest były członek Bring Me The Horizon, Jordan Fish. 19 listopada tego samego roku zespół ogłosił, że 28 lutego 2025 roku wyda nowy album, The Sky, The Earth & All Between.

## Muzycy
Obecni członkowie
- Dan Searle – perkusja, programowanie (od 2004)
- Sam Carter – wokal (od 2007)
- Alex Dean – gitara basowa (od 2006)[27]
- Adam Christianson – gitara (od 2015)
- Josh Middleton – gitara (od 2018)

Byli członkowie
- Tom Searle (zmarły) – gitara, keyboard (2004-2016)[28]
- Matt Johnson – wokal (2004–2007)[29]
- Tim Lucas – gitara basowa (2004–2006)
- Tim Hillier-Brook – gitara (2004–2012)[29]

Członkowie koncertowi
- Casey Lagos – gitara basowa (2011)[30]
- Bobby Daniels – gitara basowa (2011)
- Josh Middleton – gitara (2012)[31]
- Adam Christianson – gitara (2012)
- Morgan Sinclair – gitara (2013)

Oś czasu

## Dyskografia
Albumy studyjne
| Nightmares                              | - Data: 15 maja 2006 - Wydawca: In At The Deep End | –   | –  | –   | –  | —  |                    |
| Ruin                                    | - Data: 25 czerwca 2007 - Wydawca: United By Fate  | –   | –  | –   | –  | —  |                    |
| Hollow Crown                            | - Data: 26 stycznia 2009 - Wydawca: Century Media  | 117 | –  | –   | –  | —  |                    |
| The Here and Now                        | - Data: 19 stycznia 2011 - Wydawca: Century Media  | 57  | –  | –   | –  | —  | - USA: 0,9 tys.+   |
| Daybreaker                              | - Data: 28 maja 2012 - Wydawca: Century Media      | 42  | 93 | –   | –  | —  | - USA: 1,2 tys.+   |
| Lost Forever // Lost Together           | - Data: 11 marca 2014 - Wydawca: Epitaph           | 16  | 36 | 125 | 30 | —  | - USA: 2,8 tys.+   |
| All Our Gods Have Abandoned Us          | - Data: 27 maja 2016 - Wydawca: Epitaph            | 15  | 8  | 109 | 17 | 27 | - USA: 5,5 tys.+   |
| Holy Hell                               | - Data: 9 listopada 2018 - Wydawca: Epitaph        | 18  | 7  | 3   | 13 | 17 |                    |
| For Those That Wish to Exist            | - Data: 28 luty 2021 - Wydawca: Epitaph            | 1   | 3  | 11  | 5  | 7  | - USA: 12,5 tys. + |
| The Classic Symptomy of a Broken Spirit | - Data: 21 października 2022 - Wydawca: Epitaph    | 18  | 12 | 38  | 24 | 17 |                    |
| „—” album nie był notowany.             |                                                    |     |    |     |    |    |                    |

EP
| Tytuł                       | Dane dot. albumu                             |
| --------------------------- | -------------------------------------------- |
| Architects / Dead Swans E.P | - Data: 2008 - Wydawca: Thirty Days of Night |

## Nagrody i wyróżnienia
| Rok  | Kategoria             | Tytułem                       | Nagroda            | Nota      | Źródło |
| ---- | --------------------- | ----------------------------- | ------------------ | --------- | ------ |
| 2014 | Best Album            | Lost Forever // Lost Together | Kerrang! Awards    | Laur      | [ 44 ] |
| 2015 | Best Live Band        | Architects                    | Kerrang! Awards    | Nominacja | [ 45 ] |
| 2015 | Best British Band     | Architects                    | Kerrang! Awards    | Nominacja | [ 45 ] |
| 2018 | Best British Live Act | Architects                    | Kerrang! Awards    | Laur      | [ 46 ] |
| 2019 | Best British Live Act | Architects                    | Kerrang! Awards    | Laur      | [ 47 ] |
| 2022 | Best Album            | For Those That Wish To Exist  | Heavy Music Awards | Laur      | [ 48 ] |
| 2022 | Best UK Artist        | Architects                    | Heavy Music Awards | Laur      | [ 48 ] |